# Zsolt Érsek
Zsolt Érsek (* 13. Juni 1966 in Budapest) ist ein ehemaliger ungarischer Florettfechter.

## Erfolge
Zsolt Érsek gewann mit der Mannschaft 1987 in Lausanne die Bronzemedaille bei den Weltmeisterschaften. 1991 wurde er mit ihr in Wien Europameister und gewann zudem im Einzel Bronze. Dreimal nahm er an Olympischen Spielen teil: 1988 unterlag er in Seoul im Mannschaftswettbewerb im Halbfinale nach einem 8:8-Unentschieden aufgrund des schlechteren Trefferverhältnisses gegen die Sowjetunion. Im Gefecht um Platz drei setzte sich die ungarische Equipe mit 9:5 gegen die Mannschaft der DDR durch, sodass Érsek gemeinsam mit István Busa, Róbert Gátai, István Szelei und Pál Szekeres die Bronzemedaille erhielt. Die Einzelkonkurrenz schloss er nach einer Viertelfinalniederlage gegen Udo Wagner auf dem fünften Rang ab. Bei den Olympischen Spielen 1992 in Barcelona belegte er im Einzel Rang 14, mit der Mannschaft verpasste er als Vierter knapp einen weiteren Medaillengewinn. Vier Jahre darauf platzierte er sich in Atlanta im Einzel auf Rang zehn. Im Mannschaftswettbewerb schied er im Viertelfinale gegen Russland aus.